# このエロVRがすごい!
このエロVRがすごい!（このえろぶいあーるがすごい）とは、実写によるアダルトVR作品を語る祭典、アワードである。

## 概要
2017年からスタート（厳密には2018年1月に開始され、2017年発売作品が表彰対象）し、半期ごと（2023年以降は、年に1回）にVR有識者やメーカー、関係者のみならず広く「アダルトVRが大好きな人」ならだれでも参加可能な草の根有志による祭典。
アダルトVR愛を語る祭典として開始されており、その流れから投票においてはレビュー付き投票が義務となっている。主催は有志によって結成された「このエロVRがすごい!運営委員会」。集計作業やページ作成、編集は、有志代表であるぱちべえが行っている。
実写作品が対象となっており、ゲーム、アイドル等のイメージ作品系、着エロ系作品は対象外。基本的には投票は作品基準であるが、公式サイトでは投票内容の傾向分析のため、出演者ランキング、監督ランキング、メーカー毎によるランキングも公表している。
公式サイトは各ランキングのほか、投票内容すべての開示、また実写アダルトVRの歴史を辿れるものでもありたいことを理由として、投票企画以外の記事、コラムなども掲載されている。
表彰に際しては演者、制作者からのコメントをもらっているが、公平・中立、ノースポンサーでの運営を表明している。

## 歴代ランキング1位作品
複数ある場合は同票1位。

### 2017年
- ハァハァ吐息が漏れる濃厚キスと女の子の匂いを感じる超接近オッパイ＆アナルと密着したまま対面座位と抱きしめ正常位とキレイな髪が当たってくる背面エビ反り騎乗位【生中出し】さらに射精した後もたっぷりイチャイチャする後戯（監督：こあら太郎（わ）、発売：アリスJAPANVR）出演：永井みひな

### 2018年下半期
- KMP VR 2周年記念作品！究極のピースフルオフパコ開催スペシャル！！ 八乃つばさ・美谷朱里・高杉麻里・枢木あおい（監督：山口メンバー、発売：KMP）[4]
- 枢木あおい 部屋に転がり込んできた黒髪眼鏡女子と朝から晩までヤリまくる超幸せな一日。（監督：くりぞう、発売：CRYSTAL VR）

### 2019年上半期
- 【雪山遭難VR】このままじゃ凍死確実！裸で抱き合ってカラダを温め合い、至近距離で見つめられながら密着摩擦で生性器をコスり合った直後に極限状態のサバイバルSEX 小倉由菜（監督：矢澤レシーブ、発売：SODクリエイト）[5]

### 2019年下半期
- 枢木あおいのカンフーしちゃうぞ！射精10発！早漏の兄弟子のおかげでアオイの射精誘発スキルはいつの間にやら達人クラス！（監督：くりぞう、発売：CRYSTAL VR）[6]

### 2020年上半期
- SCOOP VR 2周年記念特別企画！！超リアルVRピンサロ体験HQ特別版！！都内No.1の最強ピンサロ店に完全潜入！ランキング上位の嬢を独占！1対1あり、ハーレムコースありの超長尺350分！さらに嬢とのアフターお約束SEX特典付き！（監督：ジーニアス膝、発売：KMP）出演：宮沢ちはる、御坂りあ、葉月レイラ、新村あかり、佐知子、西野たえ
- 目を覚ましたらそこはラブホテル。目の前には後輩の美人OLが…。僕は帰ろうとするが拘束されていて動けない。優しく微笑みながら僕を見つめ誘惑してくるその姿に僕は我慢できず… ももえ（監督：凛々、発売：unfinished）出演：小鳥遊ももえ

### 2020年下半期
- 【VR】地雷系女子VR 加藤ももか（監督：宮迫メンバー、発売：KMP）

### 2021年上半期
- 【VR】新アングル！地面特化VR 小倉由菜「しゅきしゅき〜」相思相愛な激カワ彼女とだいしゅきホールド中出し（監督：矢澤レシーブ、発売：SODクリエイト）

- 【VR】全コーナー完全ノーカット 【新基軸】交わる体液、濃密セックスVR 坂道みる（監督：キョウセイ、発売：エスワン ナンバーワンスタイル）

### 2021年下半期
- 【VR】VR NO.1 STYLE 河北彩花 解禁（監督：ZAMPA、制作：エスワン ナンバーワンスタイル）
- 【VR】天井特化アングルVR 〜何もない休日に彼女とヤリまくる〜 横宮七海（監督：宮迫メンバー、発売：KMP）
- 【フェス帰り×夜行バス】ライブで意気投合した小悪魔美少女にゼロ距離密着ささやきされ続けた新潟→新宿間（監督：矢澤レシーブ、発売：SODクリエイト）出演：宮島めい

### 2022年上半期
- 【VR】ウチの風呂を借りに来た天真爛漫な巨乳部下と濡れ髪のままヤリまくった！！ 弥生みづき（監督：包丁M、発売：KMP）

### 2022年下半期
- 【VR】マスク美女の看護師に退院するまで見つめられ、射精させられる入院生活。（監督：矢澤レシーブ、発売：unfinished）出演：日向ゆら[7]

### 2023年
- 【VR】甘いキスと、甘い乳首責めを。一つ年上のカノジョに肯定的に甘やかされるずっと待ち望んでいた最高の同棲妄想 小那海あや（監督：味噌煮KOMI、発売：KMP）出演：小那海あや[8]
- 【VR】ヤリモク美人女子大生裏垢女子とのリアルハーレム乱交〜Mちゃん・Aちゃん・Rちゃん〜（監督：レイメリッサ、発売：unfinished）出演：弥生みづき 流川莉央 斎藤あみり

### 2024年
- 【VR】【8K VR】パコサー飲み会VR！！ 居酒屋貸し切りでヤリヤリサワー飲んでハイパー乱交VR 〜忘れられないサークル飲み会in 城南みずほ台大〜（監督：矢澤レシーブ、発売：unfinished）出演：百咲みいろ、末広純、和久井美兎、沙月恵奈、天馬ゆい、美澄玲衣、弥生みづき、日向ひかげ、蘭々[9]